# Yūjin Kyara no Ore ga Motemakuru Wakenai Daro?
Yūjin Kyara no Ore ga Motemakuru Wakenai Daro? (友人キャラの俺がモテまくるわけないだろ??  lit. No hay forma de que un personaje secundario como yo pueda ser popular, ¿verdad?), también conocida como There's No Way a Side Character Like Me Could Be Popular, Right? en inglés, es una serie de novelas ligeras de comedia romántica japonesa escritas por Sekaiichi. La serie se lanzó inicialmente como una novela web el 15 de mayo de 2018 en el sitio web de publicación de novelas generadas por usuarios Shōsetsuka ni Narō. Overlap lanzó una versión impresa de la serie con ilustraciones de Tomari (los dos primeros volúmenes) y Tom Osabe (a partir del tercer volumen) el 25 de julio de 2019, bajo su sello Overlap Bunko. Hasta el momento se han lanzado cinco volúmenes. La serie comenzó a publicarse en inglés por Tentai Books el 29 de mayo de 2020. Una adaptación a manga ilustrada por Harumare comenzó a serializarse en la revista Manga 4-koma Palette de Ichijinsha el 22 de febrero de 2021 antes de trasladarse a Ichijinplus el 26 de marzo de 2022.

## Argumento
Yūki Tomoki, un estudiante de segundo año de secundaria, es rechazado por todos debido a su apariencia un tanto intimidante con grandes cicatrices debajo de los ojos y una piel extrañamente pálida. Un día, Tōka Ike, la hermana menor del mejor amigo de Yūji, le confesó cuando no se habían visto por mucho tiempo. Yūji se negó, sin embargo, Tōka propuso una relación de «amantes falsos» para atraer la atención de su hermano hacia ella.

## Personajes
Tōka Ike (池 冬華 Ike Tōka?)
La hermana de Haruma y la mejor amiga de Yūji. En su primer encuentro con Yūji, aún cuando acababan de conocerse no hace mucho, ella le confesó su amor a Yūji pero este no estuvo de acuerdo y fue ella quien habló de que fuera su «amante falso».
Yūji Tomoki (友木 優児 Tomoki Yūji?)
El personaje principal de la historia. Es un estudiante de segundo año de secundaria. Otros estudiantes a menudo lo temen debido a su piel blanca pálida y una cicatriz debajo de su ojo.
Kana Hasaki (葉咲 夏奈 Hasaki Kana?)
Amiga de la infancia de Haruma y Tōka. Cuando lo ve, Kana parece tenerle un poco de miedo a Yūji.
Chiaki Makiri (真桐 千秋 Makiri Chiaki?)
Maestra de la escuela Yūji, es una persona con buena personalidad y no le teme a la apariencia de Yūji.
Haruma Ike (池 春馬 Ike Haruma?)
El mejor amigo de Yūji. Hamura se describe como el más popular en la escuela por su apariencia y personalidad, sin embargo, también se dice que no es muy inteligente en los asuntos cotidianos.

## Contenido de la obra

### Novela ligera
Yūjin Kyara no Ore ga Motemakuru Wakenai Daro? está escrita por Sekaiichi. La comenzó a publicarse como novela web el 15 de mayo de 2018 en Shōsetsuka ni Narō. Overlap lanzó una versión impresa bajo su sello Overlap Bunko, ilustrada por Tomari (los dos primeros volúmenes) y Tom Osabe (a partir del tercer volumen) el 25 de julio de 2019. Hasta el momento han sido lanzados cinco volúmenes. La versión en inglés fue publicada por Tentai Books a partir del 29 de mayo de 2020.
| Volúmenes de novelas ligeras publicadas | Volúmenes de novelas ligeras publicadas | Volúmenes de novelas ligeras publicadas |
| Número                                  | Fecha de publicación                    | ISBN                                    |
| --------------------------------------- | --------------------------------------- | --------------------------------------- |
| 1                                       | 25 de julio de 2019                     | ISBN 978-4-86554-520-3                  |
| 2                                       | 25 de noviembre de 2019                 | ISBN 978-4-86554-571-5                  |
| 3                                       | 25 de agosto de 2020                    | ISBN 978-4-86554-641-5                  |
| 4                                       | 25 de enero de 2021                     | ISBN 978-4-86554-803-7                  |
| 5                                       | 25 de julio de 2021                     | ISBN 978-4-86554-958-4                  |

### Manga
Una adaptación a manga ilustrada por Harumare se serializó en la revista Manga 4-koma Palette de Ichijinsha del 22 de febrero de 2021 al 22 de febrero de 2022 y comenzó su serialización en el sitio web de manga Ichijinplus de Ichijinsha el 26 de marzo de 2022. Ichijinsha recopila sus capítulos individuales en volúmenes tankōbon. El primer volumen se publicó el 20 de julio de 2021, y hasta el momento se han lanzado dos volúmenes.
| Volúmenes de novelas ligeras publicadas | Volúmenes de novelas ligeras publicadas | Volúmenes de novelas ligeras publicadas |
| Número                                  | Fecha de publicación                    | ISBN                                    |
| --------------------------------------- | --------------------------------------- | --------------------------------------- |
| 1                                       | 20 de julio de 2021                     | ISBN 978-4-75808-370-6                  |
| 2                                       | 20 de julio de 2022                     | ISBN 978-4-75808-380-5                  |